# Назарян, Армен Владимирович
Армен Владимирович Назарян (арм. Արմեն Վլադիմիրի Նազարյան; род. 20 июня 1982, Раздан) — армянский дзюдоист, многократный чемпион Армении, чемпион Европы (2005), участник Олимпийских игр (2004, 2008, 2012). Мастер спорта Армении международного класса (2005).

## Биография
Армен Назарян начал заниматься спортом в 1990 году в ДЮСШ города Раздан. Сначала он увлекался боксом, а в 1993 году перешёл к занятиям дзюдо. С 1995 года тренировался под руководством Карена Абагяна. В 2003 году Армен стал чемпионом Европы среди молодёжи и бронзовым призёром взрослого чемпионата Европы. В 2004 году снова был призёром европейского первенства и участником Олимпийских игр в Афинах. В 2005 году на чемпионате Европы в Роттердаме стал чемпионом в весовой категории до 60 кг, выиграв все пять схваток и победив в финале действующего чемпиона Европы Людвига Пайшера (Австрия). Этот успех позволил ему войти в историю как первому чемпиону Европы в истории армянского дзюдо.
В 2007 году Армен Назарян перешёл в более тяжёлую весовую категорию, завоевал бронзовую медаль Универсиады в Бангкоке. В 2008 году участвовал в Олимпийских игр в Пекине, а в 2012 году — в Олимпийских играх в Лондоне.
После завершения своей спортивной карьеры перешёл на тренерскую работу. С декабря 2015 по ноябрь 2019 года был главным тренером сборной Армении. В дальнейшем занялся предпринимательской деятельностью.